# Сина
Сина (алб. Sina) је насељено место у округу Дибер на североистоку Албаније. Позната је као место рођења Скендербега.

## Познате личности
- Скендербег